# Balzola
Balzola är en ort och kommun i provinsen Alessandria i regionen Piemonte i Italien. Kommunen hade 10 347 invånare (2018).